# Fowler (Kalifornia)
Fowler – miasto w Stanach Zjednoczonych, w stanie Kalifornia, w hrabstwie Fresno. Według spisu ludności przeprowadzonego przez United States Census Bureau w roku 2010, w Fowler mieszka 5570 mieszkańców.